# Зирнис, Ян Петрович
Ян (Иван) Петро́вич Зи́рнис (латыш. Jānis Zirnis; 25 июня 1894 — 26 февраля 1939) — сотрудник ЧК-ОГПУ-НКВД СССР, комиссар государственной безопасности 3-го ранга (1935). Заместитель начальника Главного управления шоссейных дорог НКВД СССР.

## Ранние годы
Латыш, родился в семье крестьянина-батрака. В 1909—1911 гг. учился в 4-классном городском училище города Вольмара. Участник революционного движения. В августе 1914 года арестован царской охранкой и сослан в Нарымский край. В царской армии рядовой дисциплинарного батальона 32-го Сибирского стрелкового полка в Томске, с 1916 по 1917 на фронтах Первой мировой войны. После Февральской революции вернулся в Латвию, председатель Исполнительного комитета Вольмарского городского, уездного Совета. После Октябрьской революции боец Латышского стрелкового полка. Был на подпольной работе в Риге и Вольмаре, арестован, приговорён буржуазными властями к расстрелу, содержался в камере смертников, освобождён накануне приведение в исполнения приговора наступающими на Ригу частями РККА.

## ВЧК-ОГПУ-НКВД
С 1918 года в ВЧК. Служил в особых отделах 5-й, 11-й, 27-й стрелковых дивизий, 15-й армии, участвовал в боях на Западном фронте против войск Юденича и польской армии (1919—1920), в подавлении восстаний в Витебской и Смоленской губерниях (1923), в качестве сотрудника Витебского губернского отдела ОГПУ. В 1926—1929 возглавлял особый отдел по ЗапВО и Смоленский губернский отдел ОГПУ, в 1929—1930 являлся полпредом ОГПУ по БВО, в 1930—1934 полпредом ОГПУ по Восточно-Сибирскому краю.
26 января—10 февраля 1934 года делегат XVII съезда ВКП(б) с решающим голосом от Восточно-Сибирской парторганизации.
В 1934—1936 начальник УНКВД по Восточно-Сибирскому краю. Начальник особого отдела НКВД по ЗабВО (1935—1936). В 1936—1937 заместитель начальника Главного управления шоссейных дорог НКВД СССР.

## Закат карьеры и казнь
Арестован 1 августа 1937 года. Расстрелян 26 февраля 1939 года в день вынесения приговора ВКВС СССР по обвинению в подготовке террористических актов и участии в контрреволюционной организации, Место захоронения —  могила невостребованных прахов № 1 крематория Донского кладбища. в Москве. Реабилитирован посмертно 10 ноября 1956 года тем же судебным органом.

## Адрес
Москва, Рождественский бульвар, дом 5/7, квартира 24.